# Bragança (Pará)
Bragança – miasto i gmina w Brazylii, w stanie Pará. Znajduje się w mezoregionie Nordeste Paraense i mikroregionie Bragantina.
W mieście rozwinął się przemysł cementowy oraz cukrowniczy.